# Wendtorf
Wendtorf er en by og kommune i det nordlige Tyskland, beliggende i Amt Probstei i den nordlige del af Kreis Plön. Kreis Plön ligger i den østlige/centrale del af delstaten Slesvig-Holsten.

## Geografi
Wendtorf er beliggende ved overgangen mellem østsiden af Kieler Förde og Østersøen. I kommunen ligger Marina Wendtorf og Wendtorfer Strand ud til Østersøen og den gamle bykerne nogle hundrede meter inde i landet.
Naturschutzgebiet Bottsand og en del af Barsbeker See med omgivelser, ligger i kommunen.